# NGC 844
NGC 844 是鲸鱼座的一個螺旋星系。在哈伯序列中它被歸類為 SB(rs)c。据估计，它距离银河系有2.04亿光年，直径约为25,000Lj。1863年11月8日，天文学家阿爾伯特·馬爾夫通過一台48英寸的望远镜发现了該星系。